# Your Seed/冒險騎士
「Your Seed/冒險騎士」（Your Seed/冒険ライダー）是日本的男子偶像團體Hey! Say! JUMP的第3張單曲。於2008年7月23日由J Storm發售。

## 概要
封面是初回限定盤和通常盤不同。
Oricon週間獲得1位，是第3作連續第1位。

## 收錄曲

### 初回限定盤
1. Your Seed
  - 作詞：ma-saya、作曲：h-wonder、編曲：ha-j

映画：『カンフー・パンダ』印象曲
2. 冒険ライダー
  - 作詞：中原明彦、作曲：TSUKASA、編曲：船山基紀

『お台場冒険王ファイナル〜君が来なくちゃ終われない!〜』印象曲

DVD
1. Your Seed（音樂影片＋Making）

### 通常盤
1. Your Seed
2. 冒険ライダー
3. Your Seed（オリジナル・カラオケ）
4. 冒険ライダー（オリジナル・カラオケ）

## 外部連結
- Your Seed/冒険ライダー - J Storm